# ジョン・モウブレー (第3代ノーフォーク公)
第3代ノーフォーク公ジョン・モウブレー（John Mowbray, 3rd Duke of Norfolk, 1415年9月12日 - 1461年11月6日）は、イングランドの貴族で、薔薇戦争期の軍人である。第2代ノーフォーク公ジョン・モウブレーとウェストモーランド伯ラルフ・ネヴィルの娘キャサリンの子。ノーフォーク公の称号を相続した1432年から軍務伯（後の紋章院総裁）の地位に就いた。

## 生涯
1450年代の薔薇戦争の初期にはヨーク家のヨーク公リチャードの側についていた。しかし、1459年にはランカスター家のヘンリー6世に忠誠を誓うも、その後すぐにヨーク派に戻った。この種の裏切りは、優劣の目まぐるしく移る薔薇戦争中には決して珍しくはなかった。1461年2月に第2次セント・オールバンズの戦いでヨーク派として戦ったが敗れた。3月にヨーク公の息子マーチ伯エドワード（後のエドワード4世）に即位を促したりもしている。
1461年3月29日のタウトンの戦いにおいては、正午頃にヨーク派右翼に加勢して、ヨーク派の勝利に貢献した。後に元帥伯としてエドワード4世の戴冠式を執り行った。同年11月に死去、妻エレノア・バウチャー（フランス北部のウー伯ウィリアム・バウチャーとグロスター公トマス・オブ・ウッドストックの娘アン・オブ・グロスターの娘）との間の一人息子ジョンが後を継いだ。
| 公職                    | 公職                                         | 公職                    |
| ----------------------- | -------------------------------------------- | ----------------------- |
| 先代 ノーフォーク公     | 軍務伯 1432年 - 1461年                       | 次代 ノーフォーク公     |
| 先代 アランデル伯       | 巡回裁判官 Justice in Eyre 南トレント 1461年 | 次代 エセックス伯       |
| 爵位・家督              |                                              |                         |
| 先代 ジョン・モウブレー | ノーフォーク公 1432年 - 1461年               | 次代 ジョン・モウブレー |